# Gantt, Alabama
Gantt là một thị trấn thuộc quận Covington, tiểu bang Alabama, Hoa Kỳ. Dân số năm 2009 là 237 người, mật độ đạt 141 người/km².